# Aeroporto de Bom Jesus da Lapa
O Aeroporto de Bom Jesus da Lapa (IATA: LAZ - ICAO: SBLP) está localizado no município de Bom Jesus da Lapa – Bahia, em perímetro urbano, totalmente envolvido por loteamentos e reduzidas as possibilidades de expansão. O Aeroporto serve Bom Jesus da Lapa e cidades vizinhas. A topografia do entorno é levemente acidentada e, apesar da presença de um morro nas imediações, não chega a constituir obstáculos às operações aéreas. Sua pista asfáltica é sinalizada com operação diurna e noturna. Sua pista possui 1210m de comprimento, por 30m de largura, e terminal de passageiros medindo 241,80 m². O Aeroporto de Bom Jesus da Lapa contava apenas com uma Companhia Aérea, a Abaeté Linhas Aéreas, com linhas para: Salvador e Guanambi em 5 frequências semanais. Para o terminal estão previstos a revitalização da pista pouso e decolagem, pista de ligação e pátio de estacionamento de aeronaves com aplicação de lama asfáltica média; construção de muro do serviço de contra-incêndio; e sinalização horizontal. O complexo tem área patrimonial de 55,38 hectares e 443m de Altitude. O aeroporto está próximo a rodoviária, há uma distância equivalente a 200m.

## História
No passado, outras companhias aéreas como a VARIG, Nordeste Linhas Aéreas, Real Aerovias e outras mantinham voos regulares para esta cidade, sendo utilizada por turistas, pelos habitantes, políticos e demais autoridades. Hoje, apenas 5 voos semanais e alguns voos particulares para Brasília e outros destinos movimentam o aeroporto. Tem capacidade para decolagens e aterrisagens de aviões de pequeno porte, como monomotores, E-110 Bandeirantes, Embraer 120 Brasília e aeronaves de porte semelhante. Há no local alguns obstáculos à operação, como vegetação, cercas e edificações. O aeródromo é de propriedade do Governo do Estado da Bahia, administrado pela Infraero. Há uma proposta para a construção de um novo aeroporto em uma outra área, mas infelizmente ainda se encontra no papel. Este chegou até receber equipamentos para controle de tráfego aéreo, mas nenhuma construção ainda foi iniciada. Este terá capacidade para aviões da família de grande porte, como Airbus, Boeing e semelhantes e por ventura abrirá portas para outras companhias aéreas operarem.

## Reforma
É um dos 20 aeroportos da Bahia incluídos no PDAR - Plano de Desenvolvimento da Aviação Regional, criado em 2012, do Governo Federal, que visa construir e/ou reformar num total de 270 aeroportos em todo o país.

## Desativação
Um novo aeroporto está sendo construído no município de Bom Jesus da Lapa, em uma área de 512 hectares próximo à BR-430 e investimentos de 22 milhões de reais. Com esse novo aeroporto é possível que o atual seja desativado.